# Summer World University Games 2025/Teilnehmer (Simbabwe)
| Gelbes Symbol für Goldmedaillen mit stilisierten Olympischen Ringen | Graues Symbol für Silbermedaillen mit stilisierten Olympischen Ringen | Braundes Symbol für Bronzemedaillen mit stilisierten Olympischen Ringen |
| ------------------------------------------------------------------- | --------------------------------------------------------------------- | ----------------------------------------------------------------------- |
| —                                                                   | —                                                                     | —                                                                       |

Simbabwe nahm an den Summer World University Games 2025 vom 16. bis zum 27. Juli mit 6 Athleten (3 Männer und 3 Frauen) teil.

## Teilnehmer nach Sportarten

### Leichtathletik
| Männer - Daniel Magogo | Frauen - Rutendo Vushe |

### Schwimmen
| Männer - Bjourn Mhlanga | Frauen - Paige van der Westhuizen |

### Tennis
| Männer - Zvarebwanashe Mukwaturi | Frauen - Manditsera Iona |